# Râul Adâncata, Bahluieț
Râul Adâncata este un curs de apă, afluent al râului Bahluieț la Târgu Frumos, județul Iași.
Pe râul Adâncata este situat Iazul Paharnicului.